# Missing You (The Black Eyed Peas)
Missing You è un singolo del gruppo musicale statunitense The Black Eyed Peas, pubblicato il 18 giugno 2010 come sesto estratto dal quinto album in studio The E.N.D..
La traccia è stata estratta come singolo in Francia per via dei moltissimi download digitali.

## Video musicale
Il videoclip, pubblicato il 18 giugno 2010, è tratto dal The E.N.D. World Tour a Los Angeles e non è nient'altro che la registrazione del live della canzone.

## Tracce
1. Missing You (Radio Edit) – 4:26